# (9562) Memling
(9562) Memling est un astéroïde de la ceinture principale.

## Description
(9562) Memling est un astéroïde de la ceinture principale. Il fut découvert le 1er septembre 1987 à La Silla par Eric Walter Elst. Il présente une orbite caractérisée par un demi-grand axe de 3,09 UA, une excentricité de 0,18 et une inclinaison de 3,5° par rapport à l'écliptique.

## Compléments